# Hamburg-Lurup

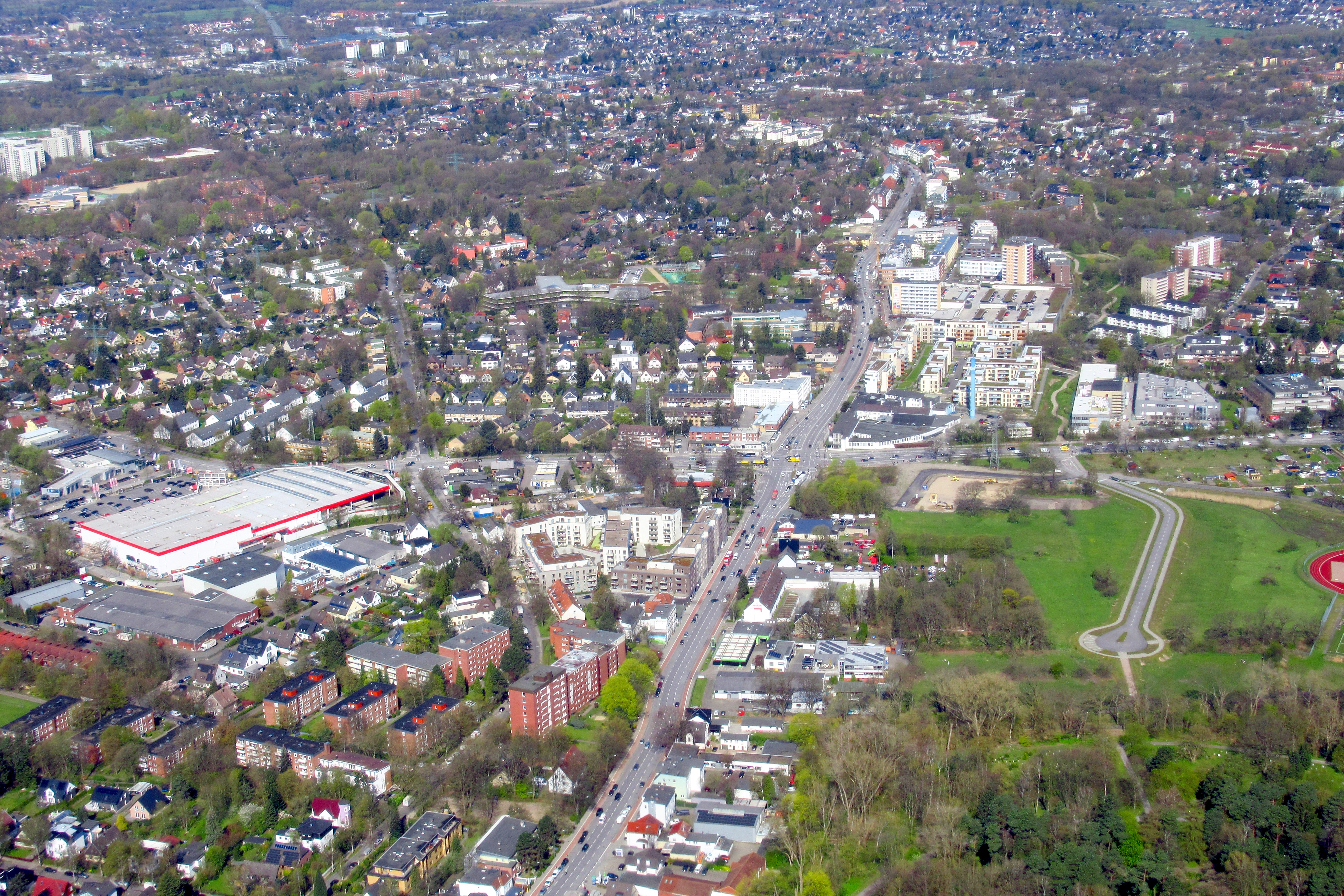
Die Luruper Hauptstraße in Lurup

Lurup ist ein Stadtteil am nordwestlichen Rand Hamburgs im Bezirk Altona.

## Etymologie
Der Name „Lurup“ findet seine erste Erwähnung im Jahr 1752 im Nienstedtener Kirchbuch. Damals sollen Fuhrleute nach einer langen Fahrt durch die Lüneburger Heide dem Ort seinen Namen gegeben haben: „Dor luert wi op!“ (Sinngemäß: Da sind wir aber mal gespannt, was das werden soll ...) Die Satzbestandteile luert und op bildeten somit später den Namen Lurup.
In dieser Gegend soll sich der Überlieferung zufolge auch ein Wirtshaus namens „Luur Up“ (niederdeutsch für auflauern, warten) befunden haben. Daneben gibt es die Vermutung, der Ortsname beschreibe den natürlichen Verlauf der Landstraße, die von Bahrenfeld aus leicht ansteigt (niederdeutsch lau rup).
Im Gegensatz zu diesen volksetymologischen und damit eher unwahrscheinlichen Herleitungen ist auch ein Ursprung des Ortsnamens aus Lu(h)- (niederdeutsch für Lohe, Gerberlohe, allg. Gehölz, Hain) und -(t)rup (niederdeutsch für Dorf, vgl. die Ortsendungen -dorp/-torp) denkbar – das Vorkommen von Eichen in der Schenefelder Heide, deren Rinde zum Gerben benutzt werden kann, bzw. die Nähe der Ansiedlung zum Wald überhaupt mag darauf hindeuten.
In der Karte der Herrschaft Pinneberg von 1789 ist jedenfalls bereits das im Kirchspiel Nienstedten belegene Dorf „Luhrup“ eingezeichnet.

## Benachbarte Stadtteile und Gemeinden
An Lurup grenzen im Nordwesten die schleswig-holsteinischen Gemeinden Schenefeld (Kreis Pinneberg) und Halstenbek, außerdem an die Hamburger Stadtteile Eidelstedt im Nordosten (entlang der Bahnstrecke Hamburg-Altona–Kiel), Bahrenfeld im Südosten (entlang der Straße Achtern Styg und der nördlichen Grenze des Altonaer Volksparks) und Osdorf im Südwesten (entlang der Straßen Glücksstädter Weg und Flurstraße).

## Geschichte

### Anfänge der Besiedlung
Gegen Mitte des 18. Jahrhunderts entstand das Dorf Lurup aus einer Bauernsiedlung in der Schenefelder Heide, welche um ein Wirtshaus namens L. angewachsen war. Einer Legende nach bezog sich der Name des Wirtshauses auf einen räuberischen Hinterhalt, welcher in dieser Gegend stattfand.
1746 wurde im Pinneberger Schuld- und Pfandprotokoll erstmals ein Bewohner im Gebiet des späteren Lurup urkundlich erwähnt: Franz Hinrich Lüders erwarb eine Siedlerstelle auf der so genannten Schenefelder Heide nahe der Landstraße von Ottensen nach Schenefeld. Hier stießen die Feldmarken der Dörfer Schenefeld, Osdorf und Groß-Flottbek zusammen.
Die 1908 erschienene Topographie des Herzogtums Holstein gibt für Lurup eine Fläche von 266 ha (davon 203 ha Äcker, Wiesen und Weiden), dazu 45 Wohnungen mit 377 Einwohnern an. Einer anderen Quelle zufolge lebten dort Ende 1910 bereits 762 Menschen. Gemeindevorsteher war bis zur Eingemeindung nach Altona (1927) der Landwirt Klaus Eckhoff.
Im frühen 20. Jahrhundert pachteten Altonaer Bürger vereinzelt Flächen in Lurup zur Anlage von Schrebergärten; auch einer der größeren landwirtschaftlichen Betriebe gehörte einem Bürger aus dem Altonaer Stadtteil Ottensen.

### 1927–1945

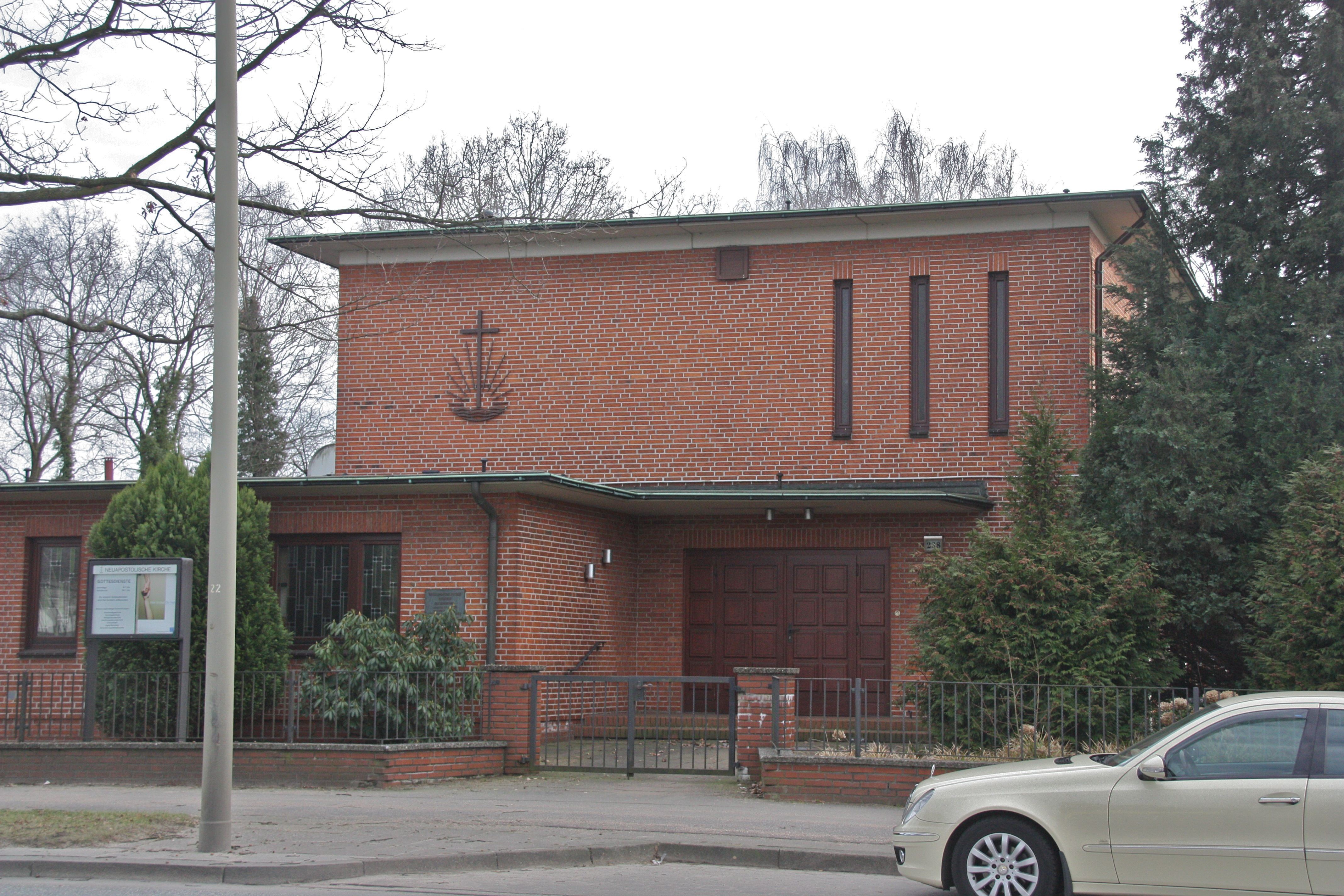
Neuapostolische Kirche Lurup

Als die pinnebergische Landgemeinde Lurup 1927 durch das Groß-Altona-Gesetz nach Altona/Elbe eingemeindet wurde, war sie nicht viel mehr als ein Straßendorf von vorindustriellem Erscheinungsbild mit rund 950 Einwohnern: eine Ansammlung einfacher Häuschen ohne erkennbares Zentrum, hinter Altonas Hauptfriedhof, Flugplatz und Volkspark inmitten einer typisch holsteinischen Feldmark gelegen und landwirtschaftlich geprägt (insbesondere Rinderhaltung mit Milchwirtschaft), dazu einige Kiesgruben. 1928 existierten lediglich zwei Handwerksbetriebe: die Zimmerei Heine und der Malerbetrieb Reyher.
Es gab eine neuapostolische Gemeinde mit etwa 250 Mitgliedern (die vermutlich teils in benachbarten Ortschaften ansässig waren), eine Ortsgruppe des Vaterländischen Frauenvereins, der sich vor allem mit Säuglingsfürsorge und Mütterberatung befasste, und einen Bezirksausschuss der Arbeiterwohlfahrt.
Auch verkehrlich lag Lurup weitgehend stadtfern und abseitig: Die Bahnstrecken vom Altonaer Hauptbahnhof führten weit nördlich und südlich an dem Ort vorbei, und erst 1926 band die Buslinie IV der VAGA von Altona nach Schenefeld auch Lurup an das Nahverkehrsnetz an. Bis dahin blieb nur ein etwa 90-minütiger Fußweg, um in Altonas Zentrum zu gelangen.
Im Generalbauplan, den Altonas Bausenator Gustav Oelsner für Altona und andere preußische Gebiete rund um Hamburg bereits ab 1923 aufgestellt hatte, war für Lurup Wohnungsbau (Einzel-, Reihenhäuser) vorgesehen, während Flächen für die gewerblich-industrielle Entwicklung in den benachbarten, durch die Bahn erschlossenen Stadtteilen Bahrenfeld und Eidelstedt geschaffen werden sollten – auch dies ein Strukturmerkmal Lurups, das bis in die heutige Zeit erlebbar ist.
Auf dem Höhepunkt der Weltwirtschaftskrise entstand entlang von Feldwegen im Gebiet der heutigen Straßen Elbgaustraße, Farnhornweg, Lüttkamp und Elbkamp eine vorstädtische Kleinsiedlung, indem sich Arbeitslose und kinderreiche Arbeiterfamilien aus den hoch verdichteten inneren Stadtteilen Altonas auf städtischem Pachtland in Eigenleistung eingeschossige Doppelhäuser errichteten. Die vom Hochbauamt unentgeltlich zur Verfügung gestellten Baupläne sahen je 52 m² Wohnfläche und einen 700 m² großen Nutzgarten pro Siedlerstelle vor – allerdings in peripherer Lage: Die Luruper Volksschule war rund 20 Fuß-Minuten entfernt.
Die ersten 51 Doppelhäuser wurden Ende 1932 bezogen. Aufgrund der verwendeten Baumaterialien (beispielsweise Verpackungsabfälle der Fischindustrie) erhielten diese und ähnliche Siedlungen (vor allem in Osdorf) im Volksmund die Bezeichnung „Fischkistendörfer“, obwohl viele der Häuser bei aller Schlichtheit durchaus solide errichtet wurden und alle über Strom- und Wasseranschluss verfügten. An einem Gebäude an der Ecke Kleiberweg und Jevenstedterstraße wurde vom Eigner eine Schautafel aufgestellt, die über die alten Fischkistenhäuser informiert.
Vermutlich vor allem mit Hilfe dieser Luruper Neubürger konnten SPD und KPD bei der Reichstagswahl 1933 ihre Stimmenzahl hier entgegen dem landesweiten Trend maßgeblich erhöhen. Am 1. April 1938 wurde Lurup aufgrund des Groß-Hamburg-Gesetzes zu einem Hamburger Stadtteil.
Der an der Luruper Landstraße entstandene Flugplatz wurde von der deutschen Luftwaffe zum Heimatverteidigungs-Fliegerhorst ausgebaut.

### KZ-Außenlager Eidelstedt

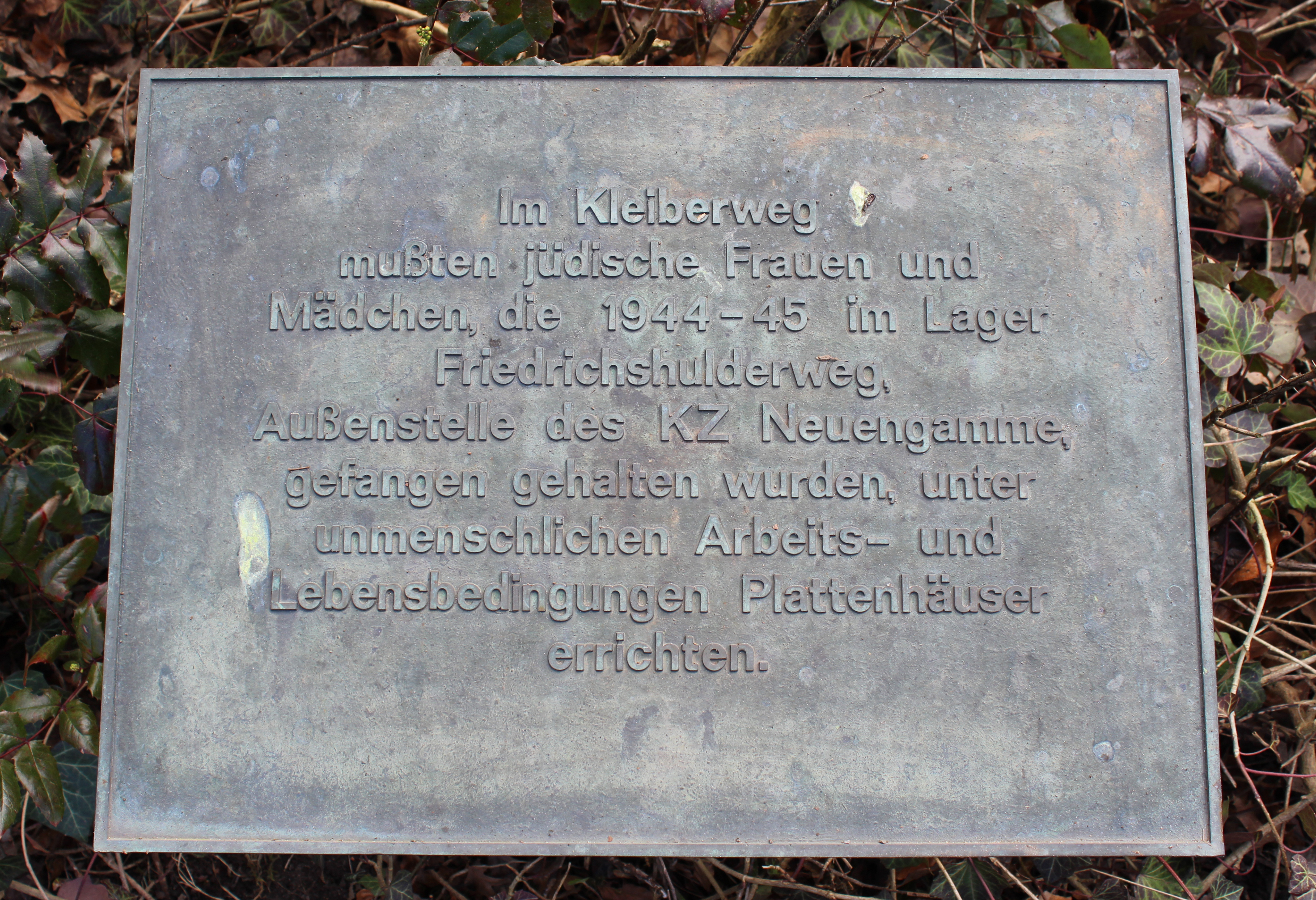
Bronzetafel am Kleiberweg

Am 27. September 1944 wurde am Friedrichshulder Weg in einem bereits bestehenden Barackenlager für Zwangsarbeiter zusätzlich das Außenlager Hamburg-Eidelstedt des KZ Neuengamme eingerichtet, in dem osteuropäische Zwangsarbeiterinnen untergebracht wurden, neben anderen handelte es sich dabei um 500 ungarische und tschechische Jüdinnen. Sie wurden in benachbarten Eidelstedter Betrieben und zu Aufräumungs- und Bauarbeiten in Hamburg im Auftrag der Stadt eingesetzt. Angesichts des Näherrückens britischer Truppen wurden die 469 noch lebenden Frauen am 4. April 1945 zum Todesmarsch nach Bergen-Belsen gezwungen.
Bereits 1979 wurde am Kleiberweg ein Gedenkstein für die Opfer des Nationalsozialismus aufgestellt, hervorgegangen aus einer Initiative der Emmaus-Kirchengemeinde, die mit einem Arbeitskreis gegen Neofaschismus über die Ziele, Verbrechen und Verblendung der nationalsozialistischen Bewegung aufklären wollte. Später kam eine Bronzetafel zur Erinnerung an die im Außenlager Eidelstedt eingesetzten KZ-Häftlinge hinzu. 1985 wurde auf Initiative der Geschwister-Scholl-Gesamtschule ebenfalls am Friedrichshulder Weg, dem ehemaligen Lagergelände, ein Gedenkstein aufgestellt.

### Nach 1945

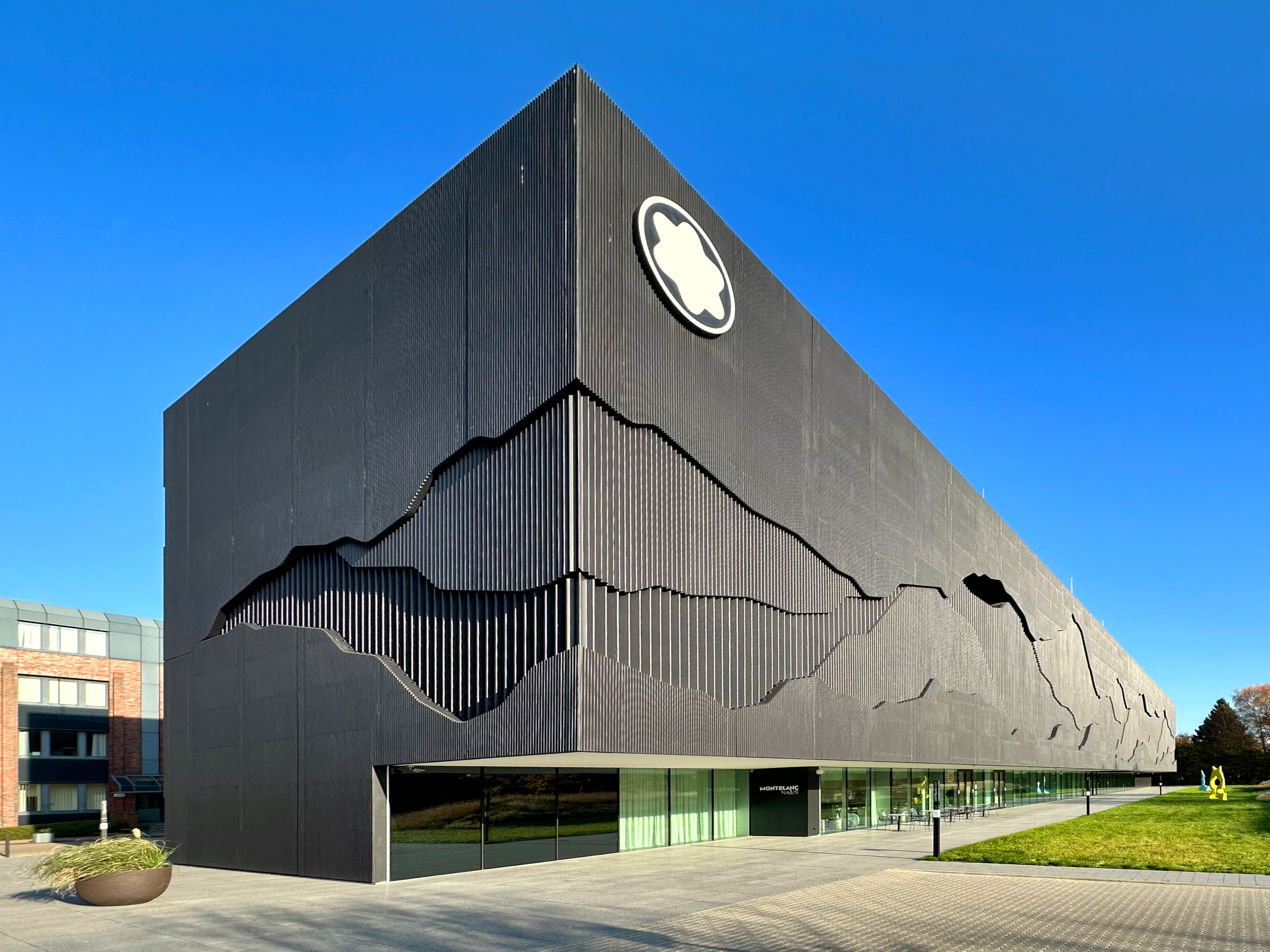
Montblanc-Haus in Hamburg-Lurup

Nach Kriegsende lag das Gelände des Fliegerhorsts weitgehend ungenutzt, und auch die 1955/56 neuentstandene Luftwaffe der Bundeswehr wollte das Gelände nicht haben, weil es zu klein war und zu nah an Fuhlsbüttel und Finkenwerder lag. Später stellte sich dies als vorteilhaft heraus, weil die Hansestadt das Deutsche Elektronen-Synchrotron (DESY) dort ansiedeln konnte.
Bis 2012 entstanden das neue Lurup Center am zentralen Eckhoffplatz sowie der nahebei gelegene Böverstpark, der als neue grüne Mitte des Stadtteils dient. Direkt an der Grenze zu Eidelstedt und Bahrenfeld wurde am 10. Mai 2022 in der direkten Nachbarschaft zur Manufaktur Montblanc in Hamburg das Montblanc-Haus eröffnet, ein Firmen-Museum mit Boutique.

## Bevölkerung

### Einwohnerentwicklung
Lurup ist der einwohnermäßig größte Stadtteil im Bezirk Altona und liegt in Hamburg an dreizehnter Stelle. Seit 2000 ist die Einwohnerzahl um 4,2 Prozent gewachsen (Stand 2008).
| 1987   | 1988   | 1989   | 1990   | 1991   | 1992   | 1993   | 1994   | 1995   | 1996   | 1997   | 1998   | 1999   |
| 31.041 | 31.010 | 31.321 | 31.636 | 31.754 | 32.015 | 31.868 | 31.751 | 31.625 | 31.558 | 31.884 | 32.035 | 31.986 |

| 2000   | 2001   | 2002   | 2003   | 2004   | 2005   | 2006   | 2007   | 2008   | 2011   | 2016   | 2023   |
| 32.089 | 31.979 | 32.565 | 33.011 | 33.252 | 33.132 | 33.459 | 33.517 | 33.421 | 33.842 | 36.053 | 37.154 |

### Statistik
(Quelle: )
- Anteil der unter 18-Jährigen: 20,6 % (Hamburger Durchschnitt: 16,8 % (Dezember 2023))
- Anteil der über 64-Jährigen: 18,1 % (Hamburger Durchschnitt: 17,8 % (Dezember 2023))
- Ausländeranteil: 24,5 % (Hamburger Durchschnitt: 20,7 % (Dezember 2023))
- Arbeitslosenquote: 7,6 % (Hamburger Durchschnitt: 6,2 % (Dezember 2023))

Das durchschnittliche Einkommen je Steuerpflichtigem beträgt in Lurup 33.734 Euro jährlich (2020), der Hamburger Gesamtdurchschnitt liegt bei 48.035 Euro.
2013 gehörten 6.110 von insgesamt 15.584 Wohnungen im Stadtteil der SAGA Unternehmensgruppe, also etwa 39 Prozent.

## Politik
Für die Wahl zur Bürgerschaft gehört Lurup zum Wahlkreis Blankenese. Die Bürgerschaftswahl 2025 führte zu folgendem Ergebnis:
| Bürgerschaftswahl | SPD    | CDU    | AfD    | Grüne 1) | Linke 2) | FDP    | Übrige    |
| ----------------- | ------ | ------ | ------ | -------- | -------- | ------ | --------- |
| 2025              | 39,8 % | 16,5 % | 11,5 % | 11,4 %   | 10,8 %   | 01,5 % | 08,4 %    |
| 2020              | 49,6 % | 08,6 % | 07,5 % | 15,6 %   | 09,2 %   | 03,1 % | 06,4 %    |
| 2015              | 55,7 % | 12,0 % | 07,1 % | 07,5 %   | 08,9 %   | 04,6 % | 04,2 %    |
| 2011              | 59,6 % | 17,1 % | –      | 05,1 %   | 08,1 %   | 04,5 % | 05,6 %    |
| 2008              | 42,1 % | 38,0 % | –      | 04,8 %   | 08,5 %   | 03,4 % | 03,2 %    |
| 2004              | 36,8 % | 44,3 % | –      | 06,4 %   | –        | 02,6 % | 09,9 % 3) |
| 2001              | 42,2 % | 22,5 % | –      | 04,1 %   | 00,4 %   | 03,2 % | 27,6 % 4) |

Bei Bezirksversammlungswahlen bildet der Stadtteil den gleichnamigen Wahlkreis Lurup, und bei Bundestagswahlen zählt Lurup zum Bundestagswahlkreis Altona.

## Bauwerke

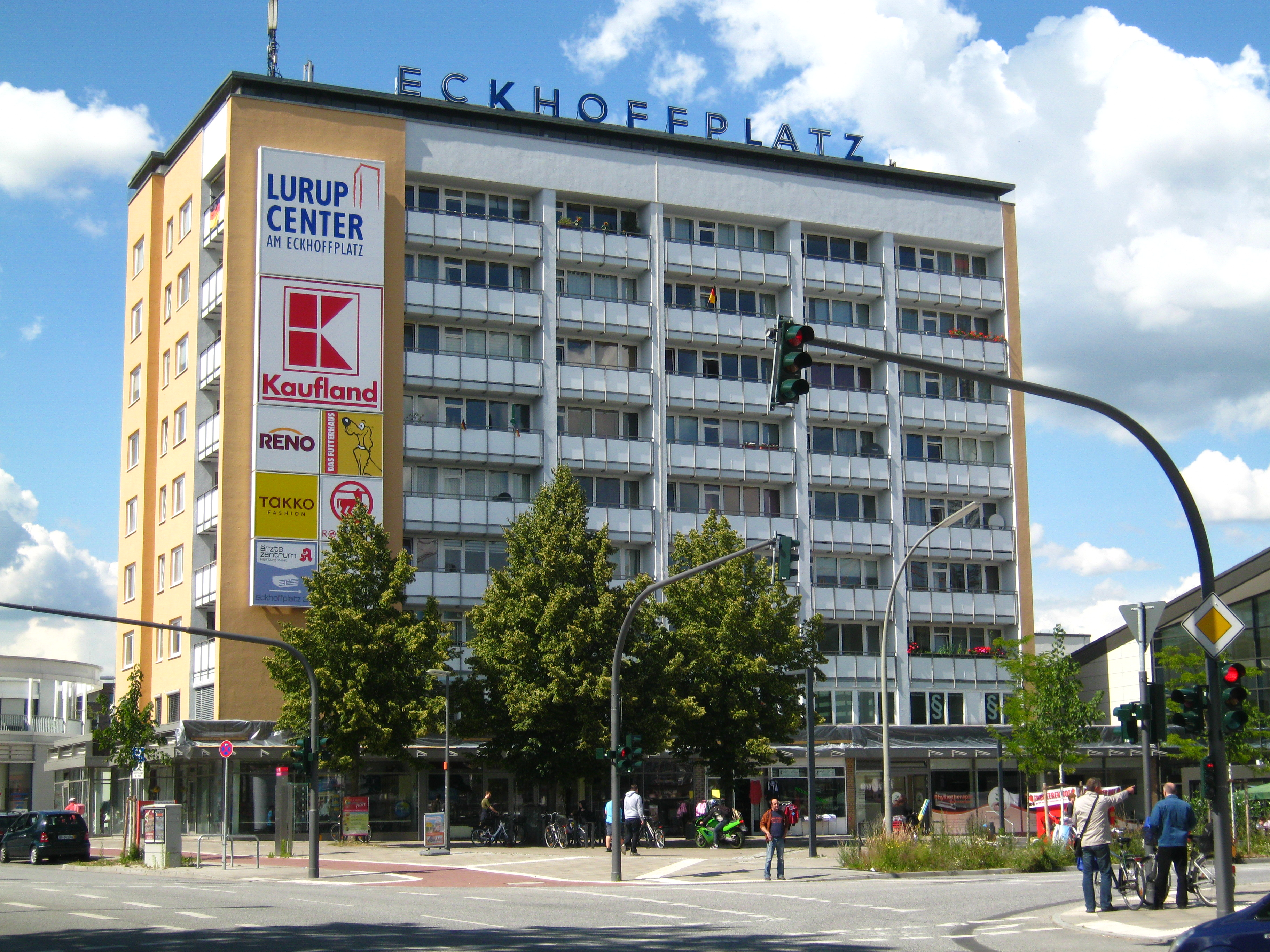
Eckhoffplatz an der Luruper Hauptstraße

- Am Eckhoffplatz, einem mit Gehwegplatten gepflasterten Platz neben der Luruper Hauptstraße, an dem das Lurup Center, ein Einkaufszentrum, liegt, steht ein Hochhaus im Stil der 1950er-Jahre.
- Südlich der Straße Rugenbarg, im gleichnamigen Gewerbegebiet an den Stadtteilgrenzen zu Bahrenfeld und Osdorf, befindet sich ein Umspannwerk.
- Die Kirche Zu den Zwölf Aposteln steht unmittelbar an der Elbgaustraße Ecke Lüttkamp
- Außerdem existieren noch die Kirche der Auferstehungsgemeinde an der Flurstraße 2 und die Kirche im Flachbauformat am Kleiberweg 115
- Denkmalgeschützte Bauwerke siehe

## Wirtschaft und Infrastruktur
Lurup ist überwiegend geprägt von Kleinindustrie- und Handwerksbetrieben sowie Einzelhandelsgeschäften und einigen größeren Super- und Baumärkten.
An der Ecke Luruper Hauptstraße/Lüttkamp befindet sich seit 2012 das Lurup Center mit über 25 Geschäften.

## Verkehr
Durch Lurup führen keine Bundesfernstraßen oder Eisenbahnstrecken. Allerdings wird Lurup im Norden durch die Bahnstrecke Hamburg-Altona–Kiel begrenzt.
An das Netz der Hamburger S-Bahn ist Lurup nur indirekt durch Busse (gebrochener Verkehr) zur an der Stadtteilgrenze mit Eidelstedt gelegenen Station Elbgaustraße angebunden. Dort halten die Linien
S3 0 Pinneberg – Elbgaustraße – Altona – Hauptbahnhof – Harburg – Neugraben
S5 0 Elbgaustraße – Sternschanze – Dammtor – Hauptbahnhof – Harburg – Neugraben – Buxtehude – Stade
Durch folgende Buslinien wird Lurup an das ÖPNV-Netz erschlossen:

Xpressbuslinie
0X3 0Schenefelder Platz – Osdorfer Born – Kressenweg – Stadionstraße – Trabrennbahn Bahrenfeld – S Holstenstraße – U Feldstraße – U Gänsemarkt – U/S Jungfernstieg – U Meßberg (hält nicht an jeder Haltestelle)
Metrobuslinien
002 0Schenefeld, Achterndiek / Aneken – Schenefeld, Dorfplatz – Schenefelder Platz – Rugenbarg (Nord) – Stadionstr. – Trabrennbahn Bahrenfeld – Ottensen Nord – Bahnhof Altona - U S Landungsbrücken - U Baumwall - Hauptbahnhof/ZOB - U S Berliner Tor
003 0(Schenefelder Platz – Rugenbarg (Nord) –) Stadionstraße – Trabrennbahn Bahrenfeld – S Holstenstraße – U Feldstraße – Rödingsmarkt – Rathausmarkt – Hauptbahnhof – Rothenburgsort – Kraftwerk Tiefstack)
021 0U Niendorf Nord – Schnelsen – Eidelstedt – S Elbgaustr. – Schenefelder Platz – Osdorfer Born – Osdorf – EEZ – S Klein Flottbek (– Teufelsbrück, Fähre)
022 0S Blankenese – Osdorf – EEZ – Rugenbarg (Nord) – S Stellingen – U Hagenbecks Tierpark – Lokstedt – Eppendorfer Marktplatz – U Kellinghusenstraße
Stadtbuslinien
184 0S Halstenbek – Eidelstedt  –Eidelstedter Platz – S Elbgaustr. – Lurup, Neißestraße - Schenefelder Platz - Schenefeld, Busbetriebshof
284 0U Niendorf Nord – IKEA – Schnelsen – Eidelstedt – S Elbgaustr. – Rugenbarg (Nord) (– Kressenweg) / – Trabrennbahn Bahrenfeld – S Othmarschen – AK Altona
384 0(Kalvslohtwiete →) Eidelstedter Platz – S Elbgaustr. – Lurup, Neißestraße - Schenefelder Platz (– <- Schenefeld, Busbetriebshof)
186 0 Lurup, Neißestraße – S Elbgaustraße – Eckhoffplatz (Lurup Center) – Rugenbarg (Nord) – Kressenweg – EEZ – S Othmarschen
392 0U/S Ohlsdorf – Lufthansa-Werft – U Lattenkamp – Lokstedt – U Hagenbecks Tierpark – S Elbgaustr. – Osdorf – Nienstedtener Marktplatz – (Teufelsbrück, Fähre)
Nachtbuslinie
602 0Osdorfer Born (Immenbusch) – Schenefelder Platz – Rugenbarg (Nord) – Trabrennbahn Bahrenfeld – S Holstenstraße – U Feldstraße – Rathausmarkt – HafenCity – Kraftwerk Tiefstack
Insgesamt wird die Erschließung durch den ÖPNV als nicht ausreichend gesehen, daher gibt es seit Juli 2018 versuchsweise den Bedarfsverkehr ioki Hamburg im Bereich Lurup/Osdorf, der auch die S-Bahn-Stationen Elbgaustraße, Eidelstedt (S21, S3) sowie Klein Flottbek und Hochkamp (S1, S11) mit einbezieht.
Zwischen 1955 und 1973 war Lurup durch die Straßenbahnlinien 1 sowie 11 an das Hamburger Straßenbahnnetz angeschlossen.
In Lurup kreuzen sich auch die vierstreifige Hauptverkehrsstraße von Bahrenfeld nach Schenefeld (Luruper Hauptstraße) und der Ring 3, die äußerste der drei Hamburger Ringstraßen (Rugenbarg/Elbgaustraße).

## Ansässige Unternehmen

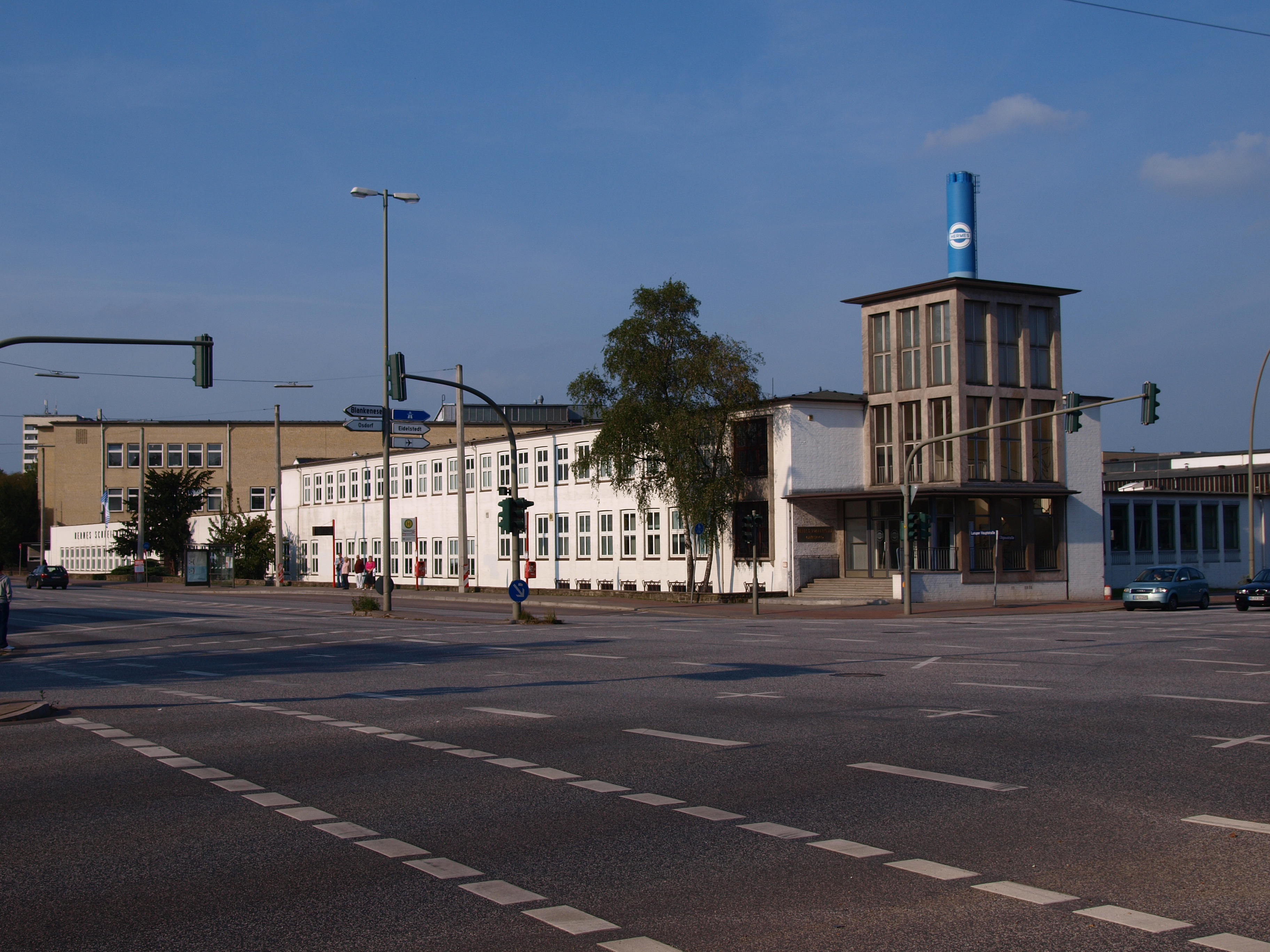
Fa. Hermes Schleifmittel GmbH

Die Hermes Schleifmittel GmbH & Co. KG ist mit Hauptsitz seit 1927 in Lurup ansässig. Ferner befindet sich angrenzend die DMG Dental Material Gesellschaft mbH in der Elbgaustraße. Im Gewerbegebiet um den Hellgrundweg haben unter anderem die Unternehmen Montblanc und Alfons Haar Maschinenbau ihren Sitz.

## Öffentliche Einrichtungen
Das ehemals an der Kreuzung der Straßen Luckmoor/Flaßbarg befindliche Jugendzentrum „Luur-up“ (Werkstatt- und Freizeittreff für junge Menschen) hat nach zwischenzeitlicher Schließung 2006 neue Räumlichkeiten in der Spreestraße 22 gefunden, wo neben Gruppenaktivitäten wie Musik-, Computer- und Kreativangeboten auch Hausaufgaben- und Nachhilfe angeboten werden. An einem zweiten Standort, dem Jugendkeller „Underground“, in der Luruper Hauptstraße 155 bietet der Verein zahlreiche Kurse in den Holz-, Metall- und Schneiderwerkstätten zur Berufsorientierung. Darüber hinaus gibt es offene Treffs für Jugendliche sowie Theater- und Fantasy-Rollenspiel-Gruppen.

### Bildung
In Lurup gibt 4 Grundschulen, eine Stadtteilschule sowie ein Gymnasium.
Darunter ist auch seit 1969 ein Gymnasium, das als Gymnasium Langbargheide gegründet wurde, zwischenzeitlich Gymnasium Rispenweg hieß und 1982 in Goethe-Gymnasium umbenannt wurde. Es wird von rund 750 Schülern besucht. Die Stadtteilschule wird von 900 Schülern besucht und ist seit 2020 im Neubau an der Flurstr. 15
In der Stadtteilschule findet sich auch das Lurum ein portmanteau aus Lutup und Forum, in dem öffentliche Veranstaltungen und Kurse stattfinden.

## Persönlichkeiten
- Willi Fick (1891–1913), Fußball-Nationalspieler
- Oliver Geissen (* 1969), Fernsehmoderator